# 三井住友建設

三井住友建設株式會社（日语：三井住友建設株式会社、みついすみともけんせつ）是三井住友集團的大型綜合建設公司，總部位於日本東京都中央區。該公司也是JPX日經中小股指指數的成份股之一。該公司由三井建設和住友建設兩家公司在2003年統合設立，

## 外部連結
- 三井住友建設 公式サイト （页面存档备份，存于）